# Expedition 59

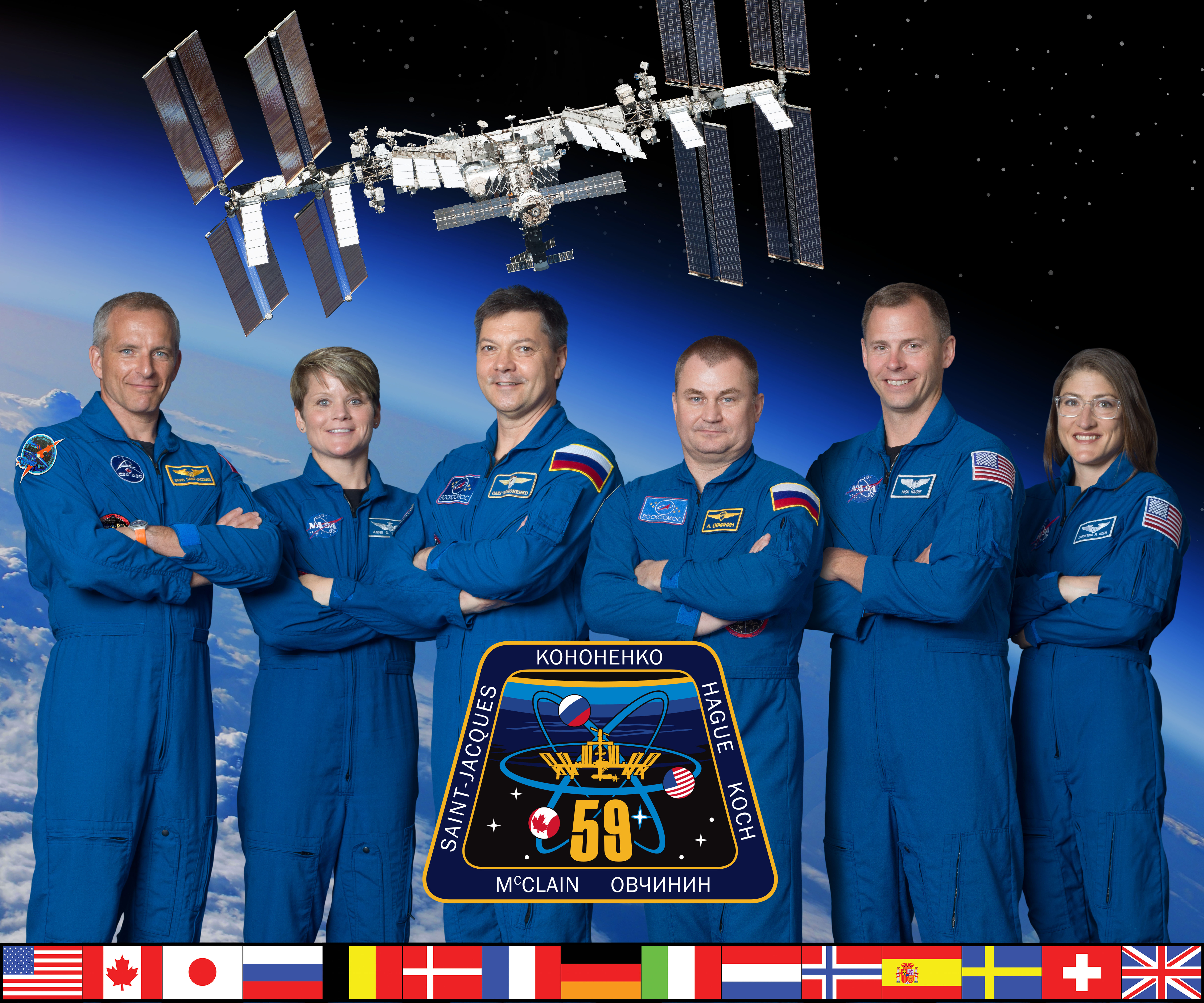
Expedition 59 besättning.

Expedition 59 var den 59:e expeditionen till Internationella rymdstationen (ISS). Expeditionen började den 15 mars 2019 då Sojuz MS-12 dockade med rymdstationen.
Expeditionen avslutades den 24 juni 2019 då Sojuz MS-11 lämnade rymdstationen.

## Besättning
| Position       | (15 mars - 24 juni 2019)                      |
| -------------- | --------------------------------------------- |
| Befälhavare    | Oleg Kononenko, RSA Hans fjärde rymdfärd      |
| Flygingenjör 1 | Anne McClain, NASA Hennes första rymdfärd     |
| Flygingenjör 2 | David Saint-Jacques, CSA Hans första rymdfärd |
| Flygingenjör 3 | Aleksej Ovtjinin, RSA Hans andra rymdfärd     |
| Flygingenjör 4 | Nick Hague, NASA Hans första rymdfärd         |
| Flygingenjör 5 | Christina Koch, NASA Hennes första rymdfärd   |